# Pyrrosia confluens
 (juillet 2024).
Espèce
Pyrrosia confluens est une espèce de la famille des Polypodiaceae. Il s'agit d'une fougère commune de l'est de l'Australie. 

## Description
Elle est présente en tant qu'épiphyte ou lithophyte dans les zones partiellement ombragées et très humides. 

## Habitat et répartition
Souvent observée sur les rochers ou rampant sur les arbres de la forêt tropicale, assez haut au-dessus du sol. Trouvé au nord du district de Wyong. Elle est présente de l’est de l’Australie au sud du Pacifique.

## Liste des variétés
Selon GBIF (15 juillet 2024) :
- Pyrrosia confluens var. confluens
- Pyrrosia confluens var. dielsii (C.Chr.) Hovenkamp

## Systématique
Le nom correct complet (avec auteur) de ce taxon est Pyrrosia confluens (R.Br.) Ching.
L'espèce a été initialement classée dans le genre Polypodium sous le basionyme Polypodium confluens R.Br.. En 1810, l’espèce est apparue à l’origine dans la littérature scientifique sous le nom de Polypodium confluens dans le Prodromus Florae Novae Hollandiae, écrit par le prolifique botaniste écossais, Robert Brown.
Pyrrosia confluens a pour synonymes :
- Cyclophorus confluens f. lobatus (F.M.Bailey) Domin
- Cyclophorus confluens (R.Br.) C.Chr.
- Cyclophorus scytopteris (Fée) E.Fourn.
- Cyclophorus spicatus Domin
- Cyclosorus dielsii C.Chr.
- Drymoglossum cunninghamii T.Moore
- Niphobolus acrostichoides Kaulf.
- Niphobolus confluens (R.Br.) Spreng.
- Niphobolus ovalis C.Presl
- Niphobolus scytopteris Fée
- Niphobolus spicatus Domin
- Pleopeltis glabra (Mett.) E.Fourn.
- Polypodium confluens f. liberatum F.M.Bailey
- Polypodium confluens var. lobatum F.M.Bailey
- Polypodium confluens R.Br.
- Polypodium glabrum Mett.
- Polypodium rupestre Hook.
- Polypodium spicatum (Domin) F.M.Bailey
- Scytopteris acrostichoides (Kaulf.) C.Presl